# Haruto Murakami
Haruto Murakami (japanisch 村上 陽斗 Murakami Haruto; * 17. Juli 2002 in der Präfektur Osaka) ist ein japanischer Fußballspieler.

## Karriere
Haruto Murakami erlernte das Fußballspielen in der Schulmannschaft der Tokai University Osaka Gyosei High School sowie in der Universitätsmannschaft der Wirtschaftsuniversität Osaka. Seinen ersten Vertrag unterschrieb er am 1. Februar 2025 beim Iwaki FC. Der Verein aus Iwaki spielt in der zeiten japanischen Liga, der J2 League. Sein Zweitligadebüt gab Haruto Murakami am 9. März 2025 (4. Spieltag) im Heimspiel gegen Sagan Tosu. Bei dem 1:1-Unentschieden wurde er in der 59. Minute für Fumiya Unoki eingewechselt.